# Musikåret 1935

## Händelser
- 26 maj – Premiär i Sveriges Radio för föregångaren till Allsång på Skansen.
- 12 oktober – Jazzmusik förbjuds i tysk radio av nazisterna.[1]
- okänt datum – Sonora musikförlag grundas.[2]
- okänt datum – Svenska skivbolaget Sonoras skivmärke "Sonata", som finns till för andliga sånger och konsertmusik, startas.[3]

## Årets singlar och hitlåtar
Vänligen sortera soloartister på efternamn, musikgrupper på förstabokstaven (utan engelskans "The" och "A")
- Folke Andersson & Ruth Moberg – När ljusen tändas därhemma[4]
- Gene Autry – Ole Faithful[5]
- Tommy Dorsey – Santa Claus is Coming to Town
- Arne Hülphers – När ljusen tändas därhemma
- Gösta Kjellertz – Gamle Svarten (Ole Faithful)[5]
- Eskil Eckert-Lundin & Sven-Olof Sandberg – När ljusen tändas därhemma[6]

## Födda
- 8 januari – Elvis Presley, amerikansk rocksångare och skådespelare.
- 31 januari – Richard Lindskog, svensk operettsångare och skådespelare.
- 11 februari – Gene Vincent, amerikansk rockmusiker.
- 9 april – Aulis Sallinen, finländsk tonsättare.
- 22 april – Fiorenza Cossotto, italiensk mezzosopran.
- 25 juni – Eddie Floyd, amerikansk sångare.
- 15 juli – Lars-Gunnar Bodin, svensk kompositör, poet och bildkonstnär.
- 17 augusti – Gunnar Wiklund, svensk sångare (baryton).
- 30 augusti – John Phillips, amerikansk musiker, medlem av The Mamas and the Papas.
- 11 september – Arvo Pärt, estländsk tonsättare.
- 1 oktober – Julie Andrews, brittisk skådespelare, sångare.
- 12 oktober – Luciano Pavarotti, italiensk operasångare (tenor).
- 15 oktober – Solveig Svensson, svensk sångare.
- 15 oktober – Ulla-Britt Svensson, svensk sångare.
- 28 oktober – Folke Rabe, svensk tonsättare, jazz- och kammarmusiker.

## Avlidna
- 17 maj – Paul Dukas, 69, fransk tonsättare.
- 15 oktober – Björn Halldén, 73, svensk kompositör, sångtextförfattare och kapellmästare.
- 7 november – Johan Lindström Saxon, 76, svensk författare, tidningsman, bokförläggare, publicist och sångtextförfattare.
- 24 december – Alban Berg, 50, österrikisk tonsättare.

### Fotnoter
1. ↑  ”Purge and propaganda”. 6 mars 1993. Arkiverad från originalet den 4 mars 2016. https://web.archive.org/web/20160304134416/http://www.gilzohar.ca/articles/canada/c1993-4.html. Läst 3 juni 2011.
2. ↑  ”78:or & film”. http://78-varv.atspace.cc/sonora.htm. Läst 3 juni 2011.
3. ↑  ”78:or & film”. http://78-varv.atspace.cc/sonata.htm. Läst 3 juni 2011.
4. ↑  ”Svensk mediedatabas”. http://smdb.kb.se/catalog/id/001559584. Läst 22 mars 2011.
5. 1 2  ”Låtar du trodde var svenska”. Arkiverad från originalet den 26 oktober 2013. https://web.archive.org/web/20131026075436/http://gotiskaklubben.wordpress.com/2013/09/22/latar-du-trodde-var-svenska/. Läst 22 mars 2011.
6. ↑  ”Svensk mediedatabas”. http://smdb.kb.se/catalog/id/000096853. Läst 22 mars 2011.